# Família tipogràfica
En tipografia, la família tipogràfica és el conjunt de caràcters, cossos i sèries diferents amb el mateix dibuix. El conjunt de lletres, xifres i signes d'una família tipogràfica són fruit d'un disseny característic i tenen un nom propi. Per exemple, Times, Meridien, Futura. La família inclou caràcters alfabètics, signes auxiliars de l'alfabet, xifres i altres símbols (matemàtics, monetaris, etc.). El terme família tipogràfica també s'utilitza per designar els grups (romana, pal sec, egípcia...) en què els tipògrafs i estudiosos (Francis Thibaudeau, Maximilien Vox, Aldo Novarese, etc.) han classificat les lletres tipogràfiques.

## El nom de les famílies
Moltes de les famílies tipogràfiques es denominen amb el nom del creador o de la foneria que les comercialitza. Els tipus clàssics se solen anomenar amb el cognom del seu creador (Garamond, Basquerville, Bodoni) encara que també dissenyadors contemporanis han posat el seu nom a les tipografies que han creat: Frutiger, Gill Sans, Stone. Al llarg dels anys les famílies han estat recreades i lletres molt diferents entre si s'anomenen de manera semblant: Caslon 540, Caslon 224. En el cas de la Garamond el nom de la foneria determina el disseny. No són iguals l'Adobe Garamond, la Garamond ITC, la Stempel Garamond o la Garamond Simoncini. Hi ha famílies batejades amb el nom de la publicació per a la qual van ser creades: Times (pel nom del diari), Century (pel nom de la revista) o amb el nom d'una màquina de guerra medieval, com és el cas de la Trebuchet MS.

## Sèries
Normalment la família tipogràfica inclou diverses sèries.
1. Respecte a la seva figura, poden ser minúscules (o de caixa baixa), majúscules (o de caixa alta) i versaletes.
2. Les majúscules o minúscules poden ser, atenent a l'aplom de l'ull, rodones (és a dir verticals) o cursives.
3. Atenent al gruix del traç o pes, les lletres, tant si són rodones com cursives, poden ser normals o negretes. En algunes famílies hi ha diverses gradacions del gruix. Un cas extrem d'aquesta varietat en el gruix del traç és la Helvetica Neue LT std, que presenta fins a 8 sèries o estils que van des de la Helvetica Neue LT std 25 Ultra Light (molt prima) fins a la Helvetica Neue LT std 97 Black (amb el traç molt gruixut).
4. Observant l'amplada dels caràcters, les lletres es poden presentar estretes o eixamplades (condensed o extended en anglès).

Les sèries habitualment necessàries per compondre un text que ha de ser publicat són la rodona, la cursiva, la negreta i la negreta cursiva. Aquest és el cas de la ITC Officina Sans Std, dissenyada per Erik Spiekemann que es presenta amb aquestes quatre variants:
- ITC Officina Sans Std Book (rodona o normal)
- ITC Officina Sans Std Italic (cursiva o itàlica)
- ITC Officina Sans Std bold (negreta)
- ITC Officina Sans Std bold italic (negreta i cursiva)

En els sistemes de fotocomposició i en tipografia digital cadascuna d'aquestes sèries també s'anomenen ·col·loquialment amb l'anglicisme "font". Així doncs una família tipogràfica està formada per una o més "fonts".

## Classificació de les famílies tipogràfiques
Al llarg dels últims dos segles tipògrafs i experts han elaborat categories per agrupar les famílies. Aquestes categories s'anomenen estils.
La classificació clàssica més estesa és la que Francis Thibaudeau (1860-1925) va presentar l'any 1921.

### Classificació de Francis Thibaudeau
Observant la forma de l'asta i el traç terminal (o gràcia) la classificació distingeix quatre grans grups de famílies fonamentals o estils: romana antiga (Romain Elzévir), romana moderna (Romain Didot), egípcia (Egiptienne) i pal sec (Antique). Aquesta classificació es completa amb dos grups més, les manuscrites (Ecritures) i les decoratives (Fantaisies).

Classificació de les famílies de Francis Thibaudeau

- Romana antiga

També anomenada "elzeveriana" s'inspira en l'escriptura dels manuscrits humanístics. La família més antiga és la de Nicolaus Jenson (1420-1480).
El gruix de l'asta de les lletres és irregular i els terminals són triangulars i còncaus.
Exemples: Sabon, Times, Garamond.
- Romana moderna

Es coneix també com "Didot". Correspon a un estil clàssic i rigorós. El primer a gravar un tipus amb aquest estil va ser Philippe Grandjean (1666-1714).
L'asta de la lletres és de gruixos molt contrastats i els terminals filiformes.
Exemples: Fenice, Bodoni, Walbaum.
- Egípcia

Apareix per primera vegada en el Regne Unit en 1815, traçada per Vincent Figgins. Aquest estil evoca màquines i engranatges.
L'asta és recta i uniforme, els terminals tenen forma rectangular.
Exemples: Rockwell, Clarendon, Stymie.
- Pal Sec

Aquesta lletra es deriva de la egípcia de la que s'eliminen els acabaments. També s'anomena "antigua" o "grotesca". Caràcters amb estil de pal sec s'han trobat inscrits en monuments i objectes de l'època grega i romana.
L'asta és recta i uniforme i no tenen acabaments.
Exemples: Kabel, Avant Garde, Folio.
- Manuscrita

Les lletres imiten la cal·ligrafia manual.
Exemples: Mistral, Script, Nuptial.
- Decorativa

Lletres adornades, o de caràcter experimental apropiades per fer capitulars, retolació, publicitat etc.
Exemples: Stencil, Revue, Aachen.

### Classificació de Maximilien Vox - AtypI
El 1953 el francès Maximilien Vox establí una classificació tipològica dividida en onze grups atenent a criteris formals i històrics. Aquesta classificació va ser adoptada el 1964 per la AtypI (Associació Tipogràfica Internacional). En 1967 British Standard la va reconèixer com "British Standards Classification of Typefaces (BS 2961:1967)" establint nou categories. Aquesta classificació es reprodueix a continuació.

#### 1. HumanísticaHumanist
Morfologia

Classificació de les famílies British Standard. Humanística

- a) La barra de les minúscules està inclinada.
- b) L'eix de les corbes és inclinat a l'esquerra.
- c) Presència de cartel·la.
- d) No hi ha gaire contrast en el gruix de les astes.
- e) L'acabament dels traços ascendents de les minúscules és inclinat.

Nota
En el món anglosaxó es coneixen com famílies Venecianes. S'inspiren en la lletra manuscrita de principis del Renaixement.
Exemples: Verona, Centaur, Kennerley.

#### 2. "Garalda"Garalde
Morfologia

Classificació de les famílies British Standard. Garalda

- a) El travesser de la e minúscula és recte.
- b) L'eix de les corbes està inclinat a l'esquerra.
- c) Presència de cartel·la.
- d) El gruix de l'asta no és tan contrastat com en les famílies humanístiques.
- e) La gràcia dels traços ascendents de les minúscules és inclinat.

Nota
Aquestes famílies es deriven de les creades per gravadors i impressors, francesos i italians, del Renaixement. El nom es deriva de Claude Garamond i Aldo Manuzio. També s'anomenen Old Style o bé Old Face.
Exemples: Bembo, Garamond, Caslon.

#### 3. TransicióTransitional
Morfologia

Classificació de les famílies British Standard. Transició.

- a) L'eix de les corbes és vertical o lleugerament inclinat a l'esquerra.
- b) Presència de cartel·la.
- c) Contrast a les astes.
- d) L'acabament dels traços ascendents de les minúscules és inclinat.

Nota
De camí entre las garaldes i les didones presenten característiques d'ambdós estils.
Exemples: Fournier, Baskerville, Caledonia.

#### 4. "Didona"Didone
Morfologia

Classificació de les famílies British Standard. Didona.

- a) L'eix de les corbes és vertical.
- b) Sovint no presenten cartel·la.
- c) Les astes són molt contrastades.
- d) La gràcia dels traços ascendents de les minúscules és horitzontal i, en general, els acabaments filiformes.

Nota
Aquestes famílies van ser creades per Firmín Didot i Giambattista Bodoni. També s'anomenen Modern.
Exemples: Bodoni, Corvinus, Didot.

#### 5. EgípciaSlab serif
Morfologia

Classificació de les famílies British Standard. Egípcia.

- Els acabaments són rectangulars i notoris. És possible la presència de cartel·les en algunes famílies com la Clarendon.

Nota
S'inspiren en la revolució industrial, evoquen la modernitat de les màquines i engranatges.
Exemples: Rockwell, Clarendon, Serifa.

#### 6. Pal secLineale

Classificació de les famílies British Standard. Pal sec.

Morfologia
- No tenen gràcies.

Nota
La classificació de British Standard subdivideix aquesta categoria en quatre grups: Grotesque, Neo-grotesque, Geometric i Humanist. També s'anomenen Sans-Serif.
Exemples: Futura, Univers, Helvética.

#### 7. "Glífiques"Glyphic
Morfologia

Classificació de les famílies British Standard. "Glífiques".

- Semblen lletres cisellades de forma cal·ligràfica.

Nota
Pròpies del gravat en pedra d'antics monuments.
Exemples: Albertus, Latin, Augustea.

#### 8. "D'escriptura"Script
Morfologia

Classificació de les famílies British Standard. "Escriptes".

- Famílies que imiten l'escriptura cursiva lligada.

Exemples: Mistral, Palace, Script.

#### 9. "Gràfiques"Graphic
Morfologia

Classificació de les famílies British Standard. "Gràfiques".

- Semblen caràcters dibuixats amb pinzell.

Nota
Aquest grup representa una categoria on es poden encabir aquelles famílies inclassificables.
Exemples: Cartoon, Libra, Old English.